# Eikelboorder
De eikelboorder of kleine eikelboorder (Curculio glandium) is een snuitkever die sterk verwant is met de hazelnootboorder. De eikelboorder komt voor in Europa en Noord-Afrika, maar komt naar het noorden toe minder voor.
De kever wordt 4 tot 7,5 mm lang en lijkt zeer veel op de hazelnootboorder, maar is kleiner en ook de voelknots is anders van vorm. Bij de hazelnootboorder is deze tweemaal zo lang als breed en bij de eikelboorder is deze drie maal zo lang als breed. De kever heeft een roodbruine, soms geelbruine kleur. De snuit is bij de vrouwtjes even lang als het lichaam en bij de mannetjes is deze iets korter.

## Ontwikkeling
Het vrouwtje boort in een onrijpe eikel een gaatje en legt minstens twee eitjes in de eikel. Na ongeveer twee weken komt de geelwitte larve uit het ei en voedt zich met het binnenste weefsel van de eikel. De pootloze larve heeft een roodbruine kop. Nadat de eikel in de herfst op de grond gevallen is, boort de 9 tot 10 mm lange larve een gat naar buiten en graaft zich tot ongeveer 25 cm diepte in de grond. Na de winter verpopt de larve zich en in mei of juni komt de kever uit de pop.